# Lijst van Nobelprijzen per Nederlandse en Belgische universiteit

Deze lijst van Nobelprijzen per universiteit laat zien aan welke Nederlandse en Belgische universiteiten ontvangers van Nobelprijzen verbonden waren. Dat kan op verschillende manieren zijn geweest: als student, als (tijdelijk) onderzoeker of als medewerker tijdens dan wel na de toekenning van de Nobelprijs.
In onderstaand overzicht is uitgegaan van een ruime definitie van het begrip verbintenis. Uiteraard legt de categorie "onderzoeker voor of tijdens de toekenning van de prijs" het meeste gewicht in de schaal, maar ook hier zijn diverse gradaties denkbaar.
Een Nobelprijswinnaar kan aan diverse universiteiten verbonden zijn geweest: aan de eerste als student, aan de volgende als promovendus en aan weer een andere universiteit als hoogleraar. Zie bijvoorbeeld de Nederlandse Nobelprijswinnaar J.H. van 't Hoff, die aan vier Nederlandse universiteiten verbonden is geweest. In onderstaand overzicht zijn sommige onderzoekers dan ook bij verschillende universiteiten vermeld. 
 Als iemand binnen één universiteit in meerdere categorieën in te passen is, is gekozen voor de meest belangrijke binnen die universiteit.
Voor het overzicht is gebruikgemaakt van de website van de Nobelcommissie, van publicaties en websites van universiteiten en van biografieën van Nobelprijswinnaars.

## Nederlandse universiteiten
| Aantal                         | Student / promovendus | Gastonderzoeker                              | Onderzoeker voor of tijdens de prijs                                                                                |
| ------------------------------ | --- | -------------------------------------------- | --- |
| Universiteit Leiden            | |                                              | |
| 16                             | 1. Tobias Asser 2. Nicolaas Bloembergen 3. Jacobus Henricus van 't Hoff 4. Niels Jerne 5. Tjalling Koopmans 6. Jan Tinbergen 7. Niko Tinbergen 8. J.D. van der Waals 9. Pieter Zeeman | 1. Enrico Fermi 2. Igor Tamm                 | 1. Albert Einstein 2. Willem Einthoven 3. Heike Kamerlingh Onnes 4. Hendrik A. Lorentz 5. Albert Szent-Györgyi      |
| Universiteit Utrecht           | |                                              | |
| 11                             | 1. Nicolaas Bloembergen 2. Willem Einthoven 3. Jacobus Henricus van 't Hoff 4. Tjalling Koopmans                                                                                      | 1. Wilhelm Conrad Röntgen 2. Leopold Ružička | 1. Paul Crutzen 2. Peter Debye 3. Christiaan Eijkman 4. Gerard 't Hooft 5. Martinus J.G. Veltman                    |
| Universiteit van Amsterdam     | |                                              | |
| 7                              | 1. Christiaan Eijkman 2. Frits Zernike |                                              | 1. Tobias Asser 2. Jacobus Henricus van 't Hoff 3. Jan Tinbergen 4. Johannes Diderik van der Waals 5. Pieter Zeeman |
| Rijksuniversiteit Groningen    | |                                              | |
| 4                              | 1. Heike Kamerlingh Onnes |                                              | 1. Ben Feringa 2. Albert Szent-Györgyi 3. Frits Zernike                                                             |
| Technische Universiteit Delft  | |                                              | |
| 3                              | 1. Jacobus Henricus van 't Hoff 2. Simon van der Meer |                                              | 1. Heike Kamerlingh Onnes                                                                                           |
| Radboud Universiteit Nijmegen  | |                                              | |
| 2                              | 1. Kostya Novoselov |                                              | 1. Andre Geim |
| Erasmus Universiteit Rotterdam | |                                              | |
| 2                              | 1. Guido Imbens |                                              | 1. Jan Tinbergen |

## Belgische universiteiten
| Aantal                           | Student / promovendus                  | Gastonderzoeker | Onderzoeker voor of tijdens de prijs                                                        |
| -------------------------------- | -------------------------------------- | --------------- | ------------------------------------------------------------------------------------------- |
| Université libre de Bruxelles    |                                        |                 |                                                                                             |
| 5                                |                                        |                 | 1. Jules Bordet 2. Albert Claude 3. François Englert 4. Henri La Fontaine 5. Ilya Prigogine |
| Katholieke Universiteit Leuven   |                                        |                 |                                                                                             |
| 4                                | 1. Auguste Beernaert 2. Dominique Pire |                 | 1. Albert Claude 2. Christian de Duve                                                       |
| Université catholique de Louvain |                                        |                 |                                                                                             |
| 4                                | 1. Auguste Beernaert 2. Dominique Pire |                 | 1. Albert Claude 2. Christian de Duve                                                       |
| Universiteit Gent                |                                        |                 |                                                                                             |
| 2                                | 1. Maurice Maeterlinck                 |                 | 1. Corneille Heymans                                                                        |
| Université de Liège              |                                        |                 |                                                                                             |
| 1                                | 1. Albert Claude                       |                 |                                                                                             |